# Nowdeh-e Khāleşeh (ort i Iran)
Nowdeh-e Khāleşeh (persiska: نُودِهِ خالِصِه) är en ort i Iran.   Den ligger i provinsen Semnan, i den centrala delen av landet, 100 km sydost om huvudstaden Teheran. Nowdeh-e Khāleşeh ligger 838 meter över havet och antalet invånare är 814.
Terrängen runt Nowdeh-e Khāleşeh är platt söderut, men norrut är den kuperad. Terrängen runt Nowdeh-e Khāleşeh sluttar söderut.Runt Nowdeh-e Khāleşeh är det glesbefolkat, med 9 invånare per kvadratkilometer. Trakten runt Nowdeh-e Khāleşeh består till största delen av jordbruksmark.